# 1+2
1+2 — дебютный мини-альбом музыкального проекта Recoil Алана Уайлдера (на тот момент — участника группы Depeche Mode), вышедший в 1986 году.

## Об альбоме
«1+2» — первый сольный релиз Алана Уайлдера. Версия на CD и кассете вышла спустя два года после второго релиза Recoil, альбома Hydrology.
Уайлдер всегда экспериментировал с собственными идеями, но когда музыкальный продюсер услышал демозаписи (записанные на Портастудии, 4-трековом кассетном аппарате) и попросил перепродюсировать их, то Recoil получил своё музыкальное лицо. Ранние записи показывают, что Уайлдер был пионером в технологии семплирования и демонстрировал, как он может изменять звучание Depeche Mode во что-то новое.
«1+2» является его первым сборником демозаписей, хотя завершён в начале 1980-х и выход его прошёл незаметно, состоявшись в том же году в виде 12" EP с пятым альбомом Depeche Mode под названием Black Celebration.
Hydrology Plus 1+2 был переиздан в 2007, тем же лейблом Mute Records. Трек-лист и дизайн остались прежними.

## Список композиций
Слова и музыка всех песен — написаны Аланом Уайлдером.
| №  | Название | Длительность |
| -- | -------- | ------------ |
| 1. | «1»      | 14:24        |
| 2. | «2»      | 18:37        |

## Участники записи
- Алан Уайлдер — производство и инструменты
- T + CP Associates — фотография обложки и дизайн